# DB-Baureihe 725/726
| DB-Baureihe 725/726       | DB-Baureihe 725/726                                                                               | DB-Baureihe 725/726                                                                               |
| ------------------------- | ------------------------------------------------------------------------------------------------- | ------------------------------------------------------------------------------------------------- |
| Die Baureihen 726 und 725 |                                                                                                   |                                                                                                   |
|                           | Baureihe 725                                                                                      | Baureihe 726                                                                                      |
| Anzahl                    | 5                                                                                                 | 5                                                                                                 |
| Nummerierung              | 725/726 001–005                                                                                   | 725/726 001–005                                                                                   |
| Hersteller                | Umbau                                                                                             | MBB                                                                                               |
| Indienststellung          | 1974–1975                                                                                         | 1974–1975                                                                                         |
| Achsformel                | AA                                                                                                | 2                                                                                                 |
| Spurweite                 | 1435 mm (Normalspur)                                                                              | 1435 mm (Normalspur)                                                                              |
| Leermasse                 | 20 t                                                                                              | 17 t                                                                                              |
| Zulässige Masse           | 28 t                                                                                              | 18 t                                                                                              |
| Länge über Puffer         | 13.950 mm                                                                                         | 13.400 mm                                                                                         |
| Breite                    | 3.000 mm                                                                                          | 3.000 mm                                                                                          |
| Treibraddurchmesser       | 900 mm                                                                                            | -                                                                                                 |
| Laufraddurchmesser        | –                                                                                                 | 850 mm                                                                                            |
| Kupplungstyp              | Schraubenkupplung am Ende der Einheit; zwischen den Wagen befindet sich eine Scharfenbergkupplung | Schraubenkupplung am Ende der Einheit; zwischen den Wagen befindet sich eine Scharfenbergkupplung |
| Höchstgeschwindigkeit     | 90 km/h                                                                                           | 90 km/h                                                                                           |
| Anzahl der Motoren        | 2                                                                                                 | -                                                                                                 |
| Leistung                  | 2 × 110 kW                                                                                        | -                                                                                                 |
| Bremsbauart               | KE-P (D)                                                                                          | KE-PA (D)                                                                                         |
| Tankinhalt                | 360 l                                                                                             | -                                                                                                 |

Die Fahrzeuge der Baureihen 725 und 726 der Deutschen Bahn sind Gleismesstriebzüge (GMTZ), die zu Beginn der 1970er-Jahre entwickelt wurden.

## Geschichte

### Entstehung
| Umbauten von Uerdinger Schienenbussen in Motorwagen des Gleismesszugs | Umbauten von Uerdinger Schienenbussen in Motorwagen des Gleismesszugs |
| --------------------------------------------------------------------- | --------------------------------------------------------------------- |
| umgebautes Fahrzeug                                                   | ursprüngliches Fahrzeug                                               |
| 725 001-2                                                             | 798 804-2                                                             |
| 725 002-0                                                             | 798 676-3                                                             |
| 725 003-8                                                             | 798 779-5                                                             |
| 725 004-6                                                             | 798 674-8                                                             |
| 725 005-3                                                             | 798 799-3                                                             |

In den 1970er Jahren war der Bestand an Gleismesswagen bei der Deutschen Bundesbahn gering, außerdem war die Höchstgeschwindigkeit der eingesetzten Fahrzeuge zu niedrig. Daher entwickelte das Bundesbahn-Zentralamt München einen neuartigen Gleismesszug. 1974 wurden fünf Züge in Betrieb genommen, die aus jeweils einem Messwagen und einem Triebwagen bestehen und in dieser Zusammenstellung fest gekuppelt sind. Während die Triebwagen der Baureihe 725 im AW Kassel umgebaute Schienenbusse der Baureihe 798 darstellen, werden die bei Messerschmitt-Bölkow-Blohm in Donauwörth neu gebauten und mit Messtechnik von Matisa ausgerüsteten Messwagen als Baureihe 726 bezeichnet.

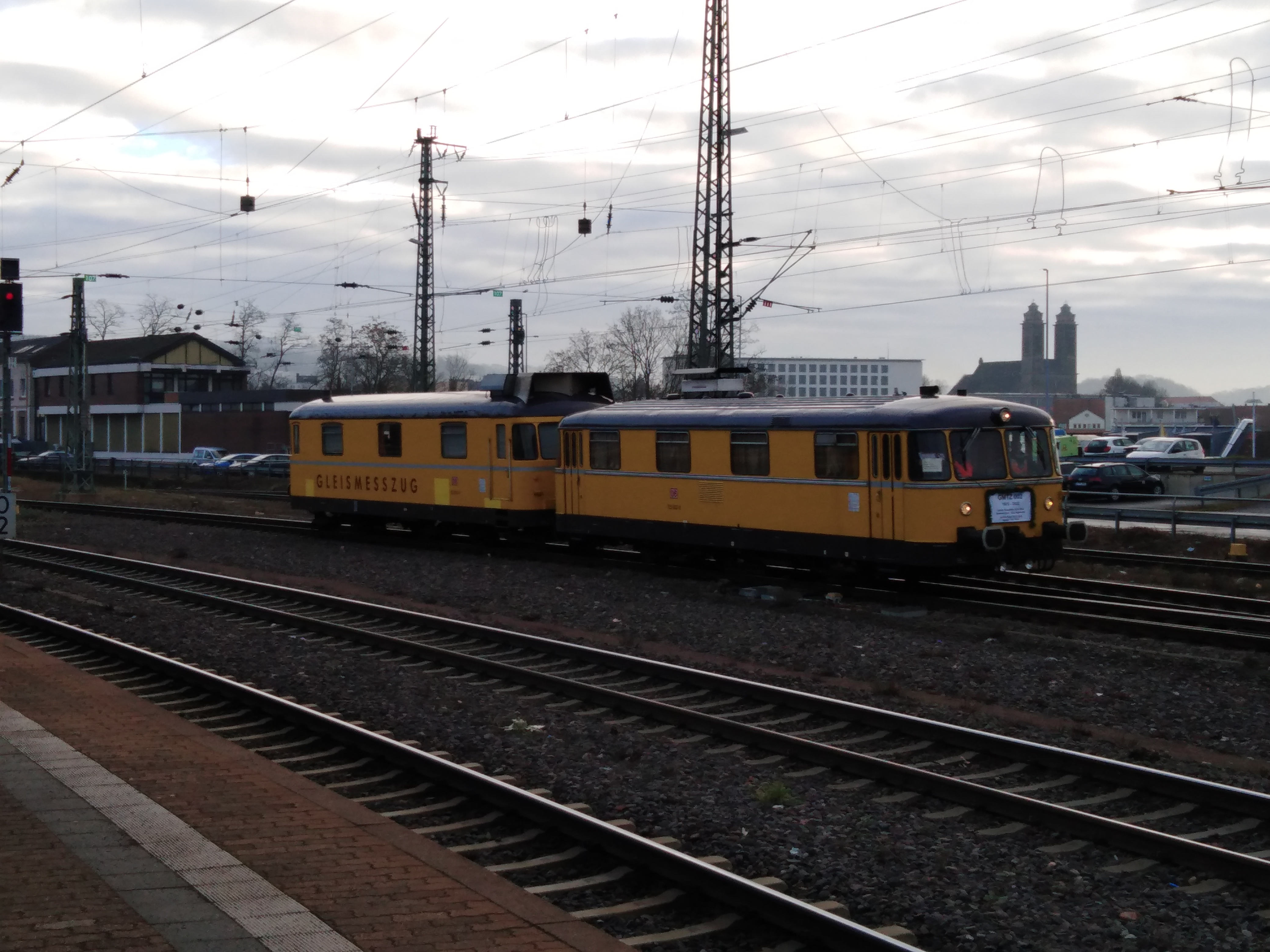
Einfahrt Saarbrücken HBF 18.01.2022 GMTZ 2 Letzte Messfahrt HH

### Einsatz

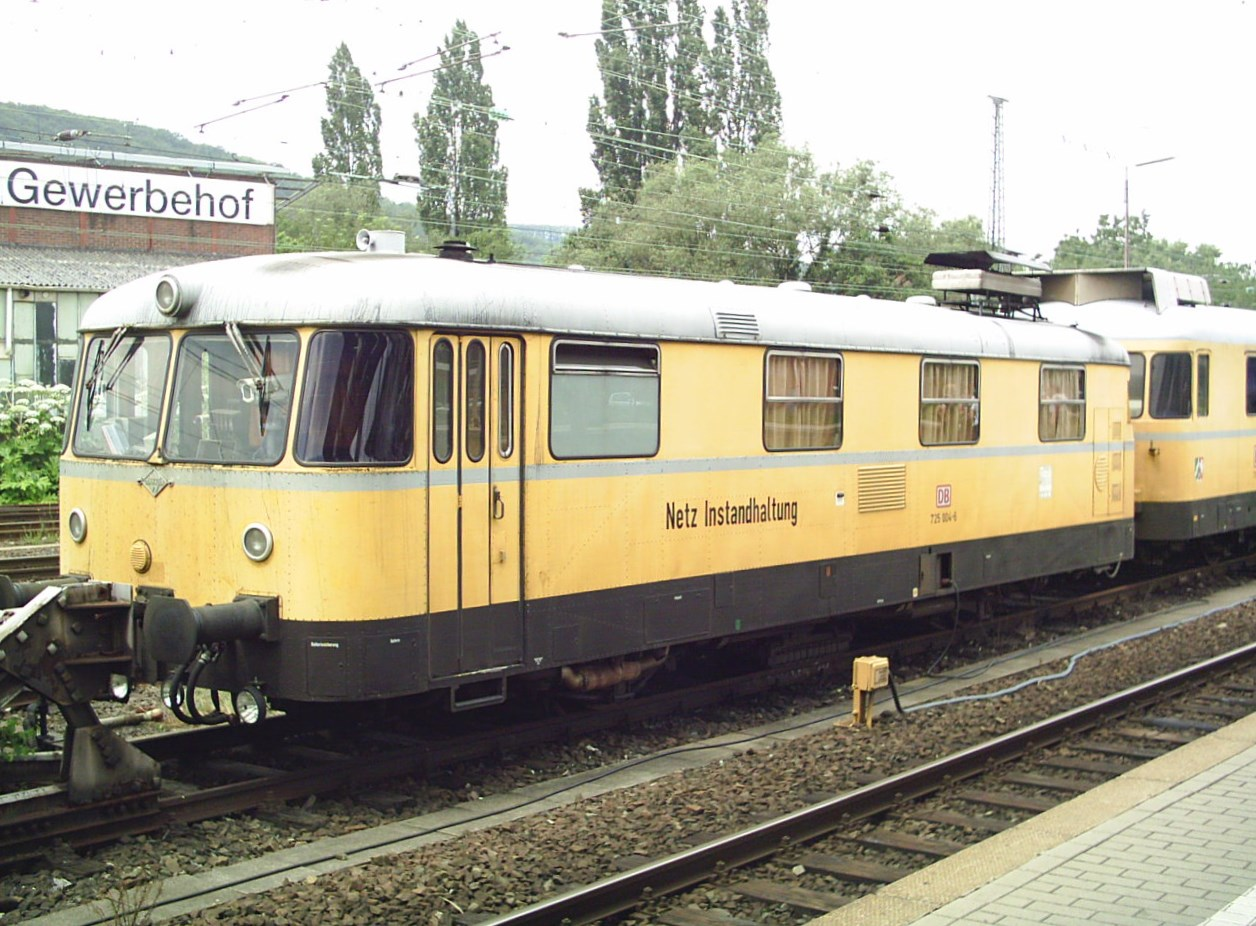
Motorwagen der Baureihe 725

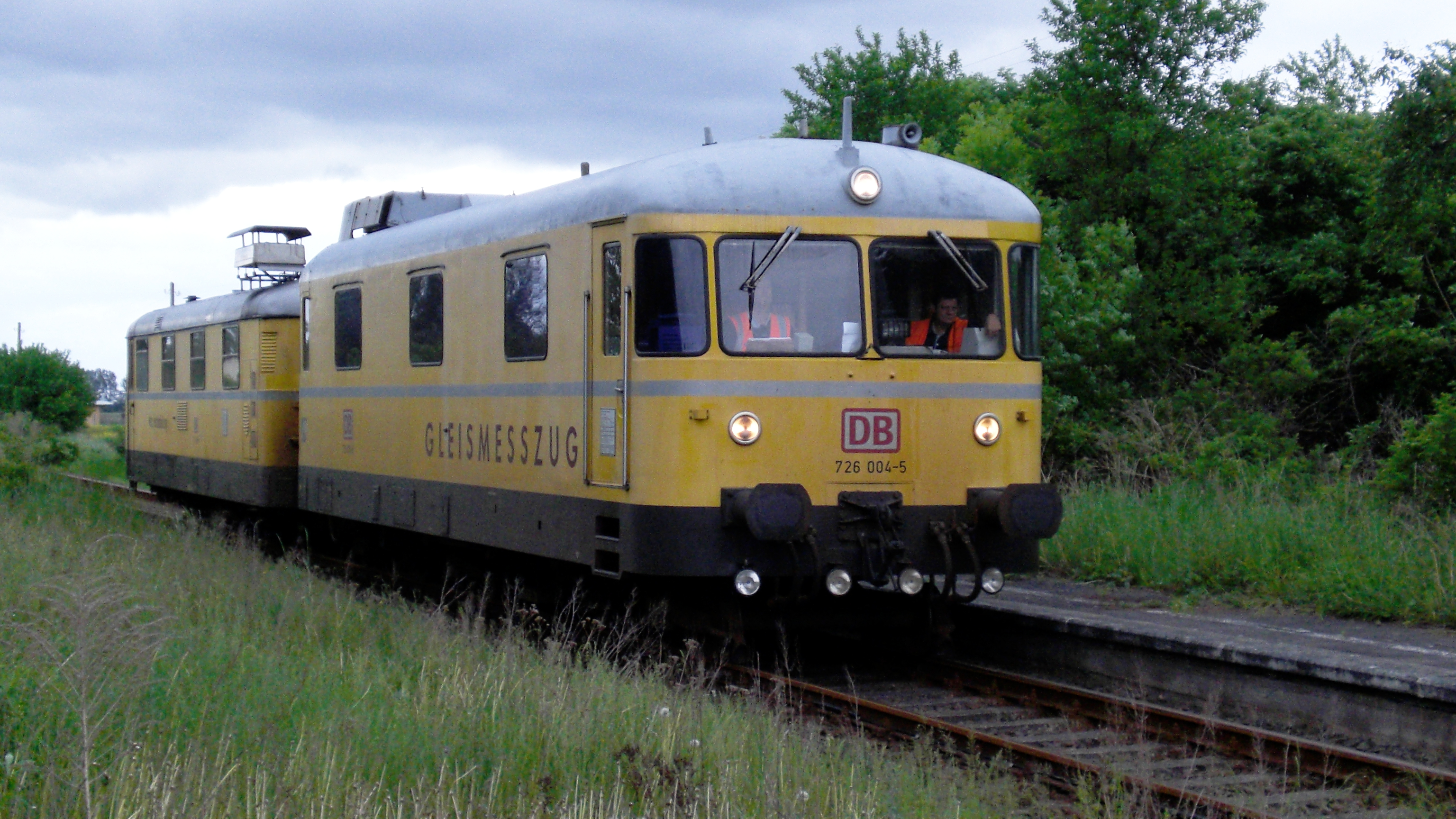
Ein Gleismesszug der Baureihe 725/726 im Einsatz bei Neutrebbin 2012

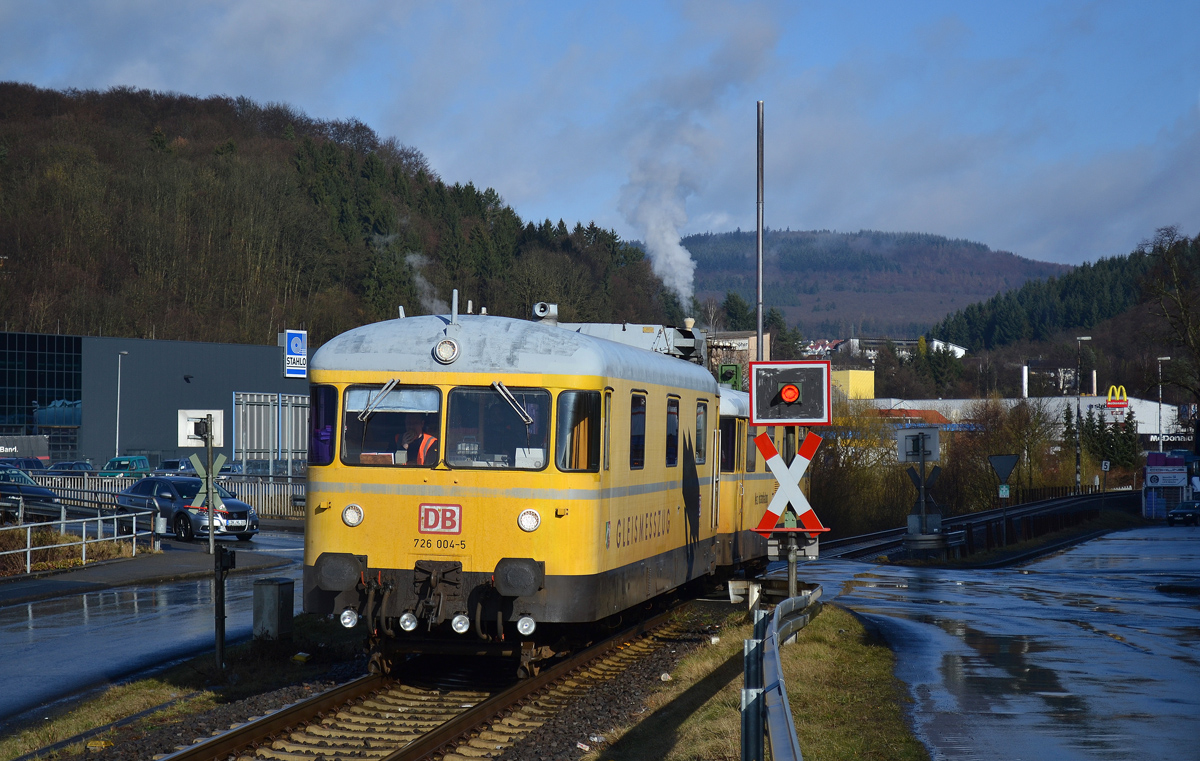
Ein Gleismesszug der Baureihe 725/726 auf der Dietzhölztalbahn bei Dillenburg Stahlwerk, März 2015.

Da jede Strecke in regelmäßigen Abständen einer Kontrolle unterzogen wird, erfolgte die Stationierung an Orten, die über das gesamte Bundesgebiet verteilt lagen: 2002 waren dies beispielsweise Ingolstadt, Nürnberg, Braunschweig, Darmstadt und Köln-Deutzerfeld.
Im Jahr 2011 waren noch vier dieser Gleismesstriebzüge bei der DB im Einsatz, nachdem der Zug 725/726 001 im Dezember 1999 ausgemustert wurde. Im November 2012 wurde Zug 725/726 005 ausgemustert; nach der kurz darauf erfolgten Abstellung des Zuges 725/726 004 sank die Zahl der im Betrieb befindlichen Einheiten auf zwei. Die Einheit 725/726 004 ist mittlerweile jedoch wieder im Einsatz. Die Züge gehören mittlerweile zum Geschäftsbereich DB Netz Instandhaltung und sind in Minden beheimatet.
In regelmäßigen Abständen mietet die Münchner Verkehrsgesellschaft einen Messwagen der Baureihe 726 zur Überprüfung des Schienennetzes der U-Bahn München an. Da Spurweite und Lichtraumprofil der Münchner U-Bahn mit den entsprechenden Parametern auf deutschen Vollbahnstrecken übereinstimmen, ist ein Einsatz auch in den U-Bahn-Tunneln möglich. Dabei wird lediglich der Messwagen der Baureihe 726 verwendet; eine Akkulokomotive der Münchner Verkehrsgesellschaft übernimmt die Traktion. Da in der Baureihe 725 auch der Generator für die Stromversorgung der Messtechnik installiert ist, wird beim Einsatz in der U-Bahn ein weiterer Wagen mit einem Dieselaggregat zur Stromversorgung benötigt.
Auch die luxemburgischen Staatsbahnen CFL nutzen seit den 1980er-Jahren den Gleismesstriebzug zur Vermessung des Schienennetzes in Luxemburg.
Am 19. Januar 2022 wurde das letzte im Einsatz stehende Gespann 725 002/726 002 mit Fristablauf abgestellt und an das DB Museum übergeben.

## Technik

### Wagenkasten und Aufbau
Die Wagenkästen beider Wagen wurden als geschweißtes Gerüst mit einer Stahlblechverkleidung ausgeführt. Der Wagenkasten der Baureihe 726 entspricht dem der Baureihe 701, weshalb der Aufbau höher ist als der der Baureihe 725. Der Wagenkasten der Baureihe 726 ist mit besonders verwindungssteifen Längs- und Querträgern versehen, um eine schleichende Verfälschung der Messergebnis durch Verwindung des Rahmens auszuschließen.

### Fahrzeugrahmen
Die Rahmen beider Wagen wurden geschweißt ausgeführt. An den Enden wurden herkömmliche Seitenpuffer und Schraubenkupplungen angebracht. Die Schraubenkupplungen zwischen den Wagen wurden später durch Scharfenbergkupplungen ersetzt.
Sekundärfederung der Baureihe 725 ist als Luftfederung ausgeführt, die unverändert von den Uerdinger Schienenbussen übernommen wurde. Die Fahrzeuge der Baureihe 726 mit ihrer Messtechnik verfügen über eine spezielle Federung, um den Wagen unabhängig von seiner Beladung und dem Verlauf des Fahrwegs stets waagerecht und in konstanter Höhe über der Schienenoberkante zu halten. Dieser Aufwand wird nötig, um eine ausreichende Genauigkeit der Messergebnisse sicherzustellen.
Als Bremse ist eine mehrlösige Scheibenbremse mit Steuerventil KE verbaut.

### Antrieb
Für den Antrieb einer Einheit sind zwei Fahrmotoren des Typs Büssing U10 vorhanden. Dieser Dieselmotor besitzt sechs Zylinder und überträgt sein Drehmoment über eine hydraulische Kupplung und ein elektromechanisches Schaltgetriebe jeweils auf die entfernt liegende Achse. Zwischen dem Schaltgetriebe und dem Radsatzwendegetriebe sind Gelenkwellen vorhanden.

### Innenraum
Auf beiden Seiten der Motorwagen der Baureihe 725 wurden drei Fenster entfernt und der Geräuschpegel im Innenraum vermindert, darüber hinaus wurde ein Führerstand im Motorwagen entfernt. Im Innenraum stehen zwei Schlafabteile, ein Waschraum sowie ein Aufenthaltsraum mit Kochstelle und Kühlschrank zur Verfügung. Auf dem Dach wurde ein Wassertank mit einem Fassungsvermögen von 200 Litern installiert. Der Innenraum beherbergt auch einen Maschinenraum, der ein Diesel-Stromaggregat aufnimmt, um die Messgeräte des Messwagens mit Strom zu versorgen.
In dem Messwagen 726 ist eine Werkbank für kleine Reparaturen eingerichtet worden. Einige Ersatzteile werden standardmäßig mitgeführt. In einem Schrank hinter dem Führerstand ist die Sicherungstechnik für die punktförmige Zugbeeinflussung untergebracht. Der Messwagen verfügt außerdem über einen Arbeitsplatz mit einem Computer und einem Drucker. Zur Verständigung der Besatzungen in den beiden Teilen des Gleismesstriebzugs, zwischen denen kein Übergang besteht, ist eine Wechselsprechanlage vorhanden. Der Bedarf an elektrischer Energie dieser Komponenten wird durch einen Achsgenerator gedeckt, während die Messeinrichtungen der Baureihe 726 von dem in der Baureihe 725 befindlichen Dieselgenerator gespeist werden.

### Messtechnik
Drei Achsen, die unter dem Wagenkasten angebracht wurden, nehmen die Messeinrichtungen auf. Diese registrieren die Gleisparameter, um sie auf einem Messtisch anzuzeigen. Diese mechanische Messtechnik gilt inzwischen als überholt, da digitale Messeinrichtungen mittels Ultraschallprüfung oder Lasertechnik eine höhere Genauigkeit erreichen und bei höheren Geschwindigkeiten betrieben werden können, während die Messgeschwindigkeit der Baureihen 725/726 auf 80 km/h begrenzt ist.

### ETCS
Für den Digitalen Knoten Stuttgart kann eine ETCS-Ausrüstung je eines Fahrzeugs der Baureihen 725.1 und 726.1 durch den Bund gefördert werden. Eine entsprechende Ausrüstung ist geplant.